# Lygodactylus conradti
Espèce
Lygodactylus conradti est une espèce de geckos de la famille des Gekkonidae.

## Répartition
Cette espèce se rencontre au Kenya et en Tanzanie.
Sa présence au Cameroun est incertaine.

## Étymologie
Cette espèce est nommée en l'honneur de Leopold Conradt.

## Publication originale
- Matschie, 1892 : Über eine kleine Sammlung von Säugethieren und Reptilien, welche Herr L. Conradt aus Usambara (Deutsch Ostafrika) heimgebracht hat. Sitzungsberichte der Gesellschaft Naturforschender Freunde zu Berlin, vol. 1892, p. 101-110 (texte intégral).